# 克拉舍寧尼科夫峰
71°41′S 12°40′E / 71.683°S 12.667°E
克拉舍寧尼科夫峰（英語：Krasheninnikov Peak）是南極洲的山峰，位於東部南極洲的毛德皇后地，屬於沃爾塔特山脈中南彼得曼山脈的一部分，海拔高度2,525米，由德國的探險隊發現。